# Kazunari Tanaka
Ne doit pas être confondu avec Kazunari Tanaka (directeur de la photographie).
Kazunari Tanaka (田中 一成, Tanaka Kazunari), né le 8 avril 1967 dans la préfecture d'Ōsaka, mort le 10 octobre 2016, est un seiyū. Il a travaillé pour Aoni Production.

## Animation
Date de première diffusion :
- Sailor Moon (1992) : Différents rôles mineurs
- Dragon Ball Z (1993) : Caroni
- Yaiba (1993) : Gerozaemon, Hakki
- Marmalade Boy (1994) : Tsutomu Rokutanda
- Dragon Ball GT (1996) : Don Para
- Turn a Gundam (1999) : Bruno
- Hoshin - L'investiture des Dieux (1999) : Ko Hiko
- One Piece  : Avalo Pizarro ; Barbe Brune ; Talaran ; Manboshi ; Yomo ; Blackback
- Inu-Yasha (2000) : Genbu
- Gundam SEED (2002) : Orson White
- Air Master (2003) : Yashiki Shun
- Bobobo-bo Bo-bobo (2003) : Wonk
- Zatchbell (2003) : Hiroshi Yamanaka
- Planetes (2003) : Hachirota "Hachimaki" Hoshino
- Green Green (2003) : Tadatomo "Bacchi-Gu" Ijūin
- Bleach (2004) : Abirama Redder
- Air Gear (2006) : Inuyama
- Gintama (2006) : Katoken
- Shining Tears X Wind (2007) : Enu
- Code Geass (2007) : Shinichirō Tamaki
- Sailor Moon Crystal (2015) : Achiral
- Haikyu!! : Keishin Ukai
- Brave 10 : Miyoshi Seikai Nyuudou
- Dragoon Might : Reggie, Drake, Sarumaru

Successeurs :
- Hisao Egawa—Haikyu!! : Keishin Ukai

## Film d'animation
- 2008 : Dragon Ball : Salut ! Son Gokû et ses amis sont de retour !! : Cado